# Lincoln Wolfenstein
Lincoln Wolfenstein (* 10. Februar 1923 in Cleveland, Ohio; † 27. März 2015 in Oakland, Kalifornien) war ein US-amerikanischer theoretischer Physiker, der sich mit der Theorie der schwachen Wechselwirkung beschäftigte.

## Leben
Wolfenstein studierte an der University of Chicago (Bachelorabschluss 1943, Masterabschluss 1944) und wurde dort 1949 bei Edward Teller promoviert („Theory of proposed reactions involving polarized protons“). Dazwischen war er 1944 bis 1946 beim National Advisory Committee for Aeronautics. Danach war er ab 1948 (damals als Instructor) an der Carnegie Mellon University in Pittsburgh (das heißt, bis 1967 war er an dessen Vorläufer, dem Carnegie Institute of Technology), wo er Professor für Physik war und 2000 emeritierte. 1955 war er Gastdozent an der Berkeley University. 1965/65 war er als Fellow der National Science Foundation am CERN. 1988 war er Fairchild Visiting Scholar am Caltech und 1970/71 Gastprofessor an der University of Michigan.
Seine Promotion und seine ersten Arbeiten waren über die spin-polarisierte Proton-Proton-Streuung (genauer studierte er die Tripel-Streuung entsprechend den Schritten Polarisation-Wechselwirkung-Beobachtung). Bekannt ist Wolfenstein vor allem für Arbeiten über schwache Wechselwirkung. 1964 schlug er nach Entdeckung der CP-Verletzung vor, dass diese von einer neuen super-schwachen Kraft (superweak interaction) verursacht sein könnte. Heute wird sie dagegen auf eine Phase in der Cabibbo-Kobayashi-Maskawa-Matrix (der Massen- und Mischungs-Matrix der Quarks) zurückgeführt, für die Wolfenstein 1983 eine neue nach ihm benannte Wolfenstein-Parametrisierung angab. Ein weiteres Arbeitsfeld von Wolfenstein sind Neutrinos, wo er vor allem für seine Beteiligung (1978) an der Auflösung des Rätsels der Sonnen-Neutrinos über den sogenannten MSW-Effekt bekannt ist, benannt nach ihm und den russischen Physikern Stanislaw Pawlowitsch Michejew und Alexei Smirnow um 1985.
1992 erhielt er den Sakurai-Preis. 2005 erhielt er den Bruno-Pontecorvo-Preis für seine Beteiligung am MIW-Effekt. Er war seit 1978 Mitglied der National Academy of Sciences.

## Schriften
- Wolfenstein (Hrsg.): CP-Violation. North Holland 1989 (Reprint Band)
- CP Violation. TASI Lectures 2000, arxiv:hep-ph/0011400
- Neutrino Physics. Reviews of Modern Physics, Centennial Issue, Band 71, 1999
- mit Joao Silva Exploring fundamental particles, CRC Press/Taylor and Francis 2011